# Miedziana Góra (gromada)
Miedziana Góra – dawna gromada, czyli najmniejsza jednostka podziału terytorialnego Polskiej Rzeczypospolitej Ludowej w latach 1954–1972.
Gromady, z gromadzkimi radami narodowymi (GRN) jako organami władzy najniższego stopnia na wsi, funkcjonowały od reformy reorganizującej administrację wiejską przeprowadzonej jesienią 1954 do momentu ich zniesienia z dniem 1 stycznia 1973, tym samym wypierając organizację gminną w latach 1954–1972.
Gromadę Miedziana Góra z siedzibą GRN w Miedzianej Górze utworzono – jako jedną z 8759 gromad na obszarze Polski – w powiecie kieleckim w woj. kieleckim, na mocy uchwały nr 13c/54 WRN w Kielcach z dnia 29 września 1954. W skład jednostki weszły obszary dotychczasowych gromad Miedziana Góra i Kostomłoty II ze zniesionej gminy Niewachlów, ponadto osada Młyńska Ślefarnia z dotychczasowej gromady Bobrza oraz wsie Ciosowa i Ławeczno z dotychczasowej gromady Wykień ze zniesionej gminy Samsonów w tymże powiecie. Dla gromady ustalono 19 członków gromadzkiej rady narodowej.
Gromadę zniesiono 1 stycznia 1969, a jej obszar włączono do gromady Niewachlów.
Do funkcji administracyjnych Miedziana Góra powróciła z dniem 1 stycznia 1973 kiedy to utworzono gminę Miedziana Góra.